# Antoni Pasqual de Borbó
Antoni Pasqual de Borbó   (Caserta, 31 de desembre de 1755 - San Lorenzo de El Escorial, 20 d'abril de 1817) va ser príncep de Nàpols i de Sicília i, més tard, infant d'Espanya, com a fill de Carles VII de Nàpols i III d'Espanya. Al llarg de la seva vida va viure a la cort del seu pare i, després, a la del seu germà, Carles IV d'Espanya, i la del seu nebot, Ferran VII, a qui va donar especialment suport.

## Orígens
Va néixer al Palau Reial de Caserta el 31 de desembre de 1755, com a príncep de Nàpols i de Sicília. Fill de Carles VII de Nàpols i V de Sicília —el futur Carles III d'Espanya—i de Maria Amàlia de Saxònia. Germà menor de Carles IV d'Espanya i de Ferran IV de Nàpols. Va esdevenir infant d'Espanya en pujar al tron el seu pare el 10 d'agost de 1759, i se li va assignar una llista civil de 7.200 escuts.

## Educació
Juntament amb el seu germà Gabriel, va tenir com a preceptor a partir de 1765 al canonge de Toledo Francesc Pérez Bayer, qui afirma que no era gens aplicat i deixava de banda els estudis. Amb tot, conreà aficions com la jardineria i l'agricultura, camp on va implantar millores com el regadiu en les terres de les seves comanadories, la caça, treballar el torn, brodar, a més de les ciències, atès que va costejar un laboratori a palau, on es van fer molts experiments i es van donar conferències per part d'eminents farmacèutics, en presència de la família reial i importants persones de la societat madrilenya.

### Bibliofília
Fou, així mateix, bibliòfil i fou amo d'una important biblioteca, on hi van haver llibres impresos del segle XVI. A la seva mort, va passar en part als seus nebots i al futur Ferran VII, mentre l'altra acabà dispersada i molts dels llibres amb el seu segell es poden trobar en biblioteques públiques i privades.

## A la cort
Antoni Pasqual va romandre a la cort espanyola, i quan el 1788 el seu germà Carles IV va passar a ocupar el tron, poc a poc la relació amb la seva cunyada, la reina Maria Lluïsa de Borbó-Parma, cada vegada va anar empitjorant fins evolucionar a aversió. Vers 1800 era conegut que l'infant estava totalment enemistat amb la reina i que desaprovava l'ascens del favorit, Manuel Godoy.

### Matrimoni
El 25 d'agost de 1795 es va casar al Palau Reial de la Granja de San Ildefonso amb la seva neboda, Maria Amàlia de Borbó, filla de Carles IV, amb qui tenia una diferència de 24 anys. El matrimoni va arribar a tenir un fill, nascut i mort el mateix dia, el 22 de juliol de 1798. La infanta va morir a causa del part i Antoni Pasqual va quedar-ne vidu.

## Exili i retorn
Quan es va produir el motí d'Aranjuez el 1808, mitjançant el qual Ferran VII va intentar fer-se amb el tron, l'infant Antoni va ser el seu principal suport. A més, quan Napoleó pressionava per fer-se amb Espanya, va aconsellar els monarques no abandonar el país i va ser l'únic que va quedar-se a Madrid quan tota la família reial va anar a Baiona. Esdevingué president del Consell de Castella i de la Junta Suprema del regne.
Ben aviat es va veure obligat a marxar a França, el 3 de maig de 1808. Durant l'exili a França, pel segon tractat de Baiona, Napoleó va garantir a l'infant i al seu nebot, Francesc de Paula, el tractament d'altesa reial amb els honors i prerrogatives de prínceps de sang imperial, assolint el mateix rang que els prínceps dignataris imperials de França.
Confinat al castell de Valençay, l'infant va rebre una renda anula de 400.000 francs, i va dedicar-se a les seves aficions habituals. El 1814 torna a Espanya. Va morir a San Lorenzo de El Escorial el 20 d'abril de 1817.

## Condecoracions
Al llarg de la seva vida va rebre diverses condecoracions i va ostentar diversos càrrecs, com el de cavaller del Toisó d'Or, atorgada el 1767, el de Gran Mestre de l'orde de Calatrava, de la qual va rebre nombroses comanadories el 1771, després de la mort del seu germà Francesc Xavier. També va rebre les grans creus de les ordes de Carles III, Isabel la Catòlica, Sant Jaume i Sant Gener, i diverses comanadories de l'orde d'Alcántara.